# Керека
Керека е село в Северна България. То се намира в община Дряново, област Габрово.

## История
Църквата „Свето Благовещение“ е строена по време на османската власт над българските земи и е вкопана в земята. Днес е ремонтирана, а камбанарията е отново построена. Петима четници от четата на Бачо Киро са от селото. 
Едно от първите килийни училища в България е в село Керека. Запазени са свидетелства за местни говори от 1891 г.

## Население
Преброяване на населението през 2011 г.
Численост и дял на етническите групи според преброяването на населението през 2011 г.:
|                     | Численост | Дял (в %) |
| Общо                | 81        | 100,00    |
| Българи             | 81        | 53,08     |
| Турци               | 0         | 0,00      |
| Цигани              | 0         | 30,86     |
| Други               | 0         | 0,00      |
| Не се самоопределят | 0         | 0,00      |
| Неотговорили        | 04        | 0,93      |

## Културни и природни забележителности
Тук се намира първият паметник на св. св. Кирил и Методий в България, изграден през 1885 година. Бил е построен в двора на църквата „Свето Благовещение“, а сега е преместен в двора на училището.